# Міжнародний гуманітарно-педагогічний інститут "Бейт Хана"
«Бейт-Хана» – приватна установа і єдиний заклад вищої освіти в Україні, у якому студенти мають змогу вивчати іврит, історію та традиції єврейського народу, а після завершення навчання викладати ці предмети в школах і дитячих садках з вивченням івриту, історії та традицій єврейського народу.

## Історія інституту

### 1990-ті роки
1995 рік став початком діяльності жіночого педагогічного училища, започаткованого Всеукраїнським єврейським благодійним культурно-просвітницьким фондом «Ор-Авнер "Хабад Любавич"».
До створення училища приклали руки голова Фонду "Ор-Авнер "Хабад Любавич" Лев Леваєв, Голова Ради Федерації єврейських громад України рав Меїр Стамблер та головний рабин Дніпропетровська Шмуель Камінецький.
Першим директором жіночого педагогічного училища став Карл Бляхер.
Відкриття училища відбулося у вересні 1995 року. Честь розрізання стрічки на його відкритті була надана пані Хані Леваєвій, матері засновника Фонду "Ор-Авнер Хабад Любавич", ім'я якого носить інститут.
У 1997 році відбувся перший випуск студентів — сорок молодих педагогів, підготовлених для роботи в школах, в яких діти вивчають іврит та єврейські традиції.
У 1998 році коледж отримав ліцензію МОН України на підготовку музичних керівників для дитячих садків за спеціальністю 5.020207 «Музична педагогіка та виховання».
У 1998 році на базі жіночого педагогічного училища "Бейт Хана" було створено Освітній ресурсний Центр «МААЛЕ» для дітей з особливими потребами, який за роки роботи надав допомогу понад 400 дітям та їхнім батькам.

### 2000-і роки
У 2000 році за підтримки Всесвітньої просвітницької спілки ГРТ було відкрито Центр інформаційних технологій.
У 2003 році – Жіноче педагогічне училище «Бейт Хана» перейменовано на Жіночий педагогічний коледж «Бейт Хана», яке стає джерелом педагогічних кадрів для системи освіти України, у тому числі для шкіл та дитячих садків з вивченням івриту.
У 2004 році у коледжі за сприяння Федерації єврейських громад України було започатковано масштабний освітній проєкт, який одержав назву "Беяхад" - так  коледж стає навчально-методичним центром для більшості єврейських установ середньої та дошкільної освіти України, з поглибленим вивченням івриту, традицій та історії  народу.
У 2005 році, з метою впровадження ступеневої підготовки фахівців було створено навчальний комплекс "Кримський державний гуманітарний університет – Жіночий педагогічний коледж "Бейт Хана", завдяки якому ідея вищої ступеневої освіти "бакалавр–спеціаліст-магістр" стала реальністю для студентів коледжу.
У 2007 році коледж отримав ліцензії МОН України на підготовку фахівців освітньо-кваліфікаційного рівня "бакалавр" за спеціальностями "Дошкільна освіта" та "Початкова освіта".
У 2010 році відбувся перший випуск бакалаврів. У тому ж році було здійснено перший набір чоловічої групи на заочне відділення.

### З 2010 — по теперішній час
У 2011 отримано ліцензії на підготовку іноземних громадян за базовими спеціальностями та на підготовку до вступу до вищих навчальних закладів України. Це означало, що Коледж став вищим навчальним закладом, в якому готуються педагогічні кадри не лише для України, а й для всього світу.
Цього ж року жіночий педагогічний коледж "Бейт Хана" перетворено на вищий навчальний заклад.
"Міжнародний гуманітарно-педагогічний інститут "Бейт Хана", до складу якого увійшов Гуманітарний коледж вищий навчальний заклад "Міжнародний гуманітарно-педагогічний інститут "Бейт Хана".
У 2013 році інститут отримав ліцензію МОН України на підготовку бакалаврів за спеціальностями "Практична психологія", "Економіка підприємства", що значно розширило сферу освітніх послуг. Цього ж року інститут отримав ліцензію МОН України на підготовку громадян України та іноземних громадян до вступу до вищих навчальних закладів.
У 2014 році в інституті відбувся Всеукраїнський науково-практичний семінар для працівників єврейських навчальних закладів на тему "Сучасна єврейська школа: традиції, інновації, перспективи". До цієї події присвятили й перший випуск науково-практичного журналу Інституту "Єврейське знання".
У 2017 році відкрили соціально-освітній проєкт Інституту "Університет батьківської освіти", спрямованого на надання послуг неформальної освіти старшому поколінню. Проєкт допоміг особистісному розвитку, задоволенню широкого спектра освітніх та культурних потреб людей «елегантного» віку. З моменту початку роботи проєкту понад п'ятдесят учасників прослухали курси лекцій провідних викладачів Інституту з педагогіки, психології, соціології, філософії, єврейської традиції.
У цьому ж році інститут отримав Свідоцтво про державну реєстрацію друкованого засобу масової інформації – «Збірник наукових праць. Сучасні дослідження з педагогіки та психології».
У 2018 році інститут отримав Ліцензію МОН України на підготовку магістрів зі спеціальностей Початкова освіта; Психологія. Це дало нові можливості випускникам коледжу з кваліфікацією "молодший спеціаліст" та ступенем "бакалавр" в інституті.
Цього ж року набула чинності спільна освітня програма вищого навчального закладу "Міжнародний гуманітарно-педагогічний інститут "Бейт Хана" та академічного педагогічного коледжу "Орот Ісраель" (Ізраїль, м. Елькана) "Вчитель Діаспори". Мета програми — отримання студентами інституту додаткової кваліфікації та право на роботу вчителем у країнах діаспори.

### Результати
За роки роботи інституту було випущено понад 800 студентів, які працюють у системі освіти України, ближнього та далекого закордоння.

## Рейтинги та репутація
У жовтні 2024 року, Державна служба якості освіти, як центральний орган виконавчої влади України, що реалізує державну політику у сфері освіти, зокрема з питань забезпечення якості освіти, оприлюднив оновлений рейтинг навчальних закладів в Україні, які мають високий ступінь ризику. До переліку навчальних закладів з високим ступенем ризику увійшла, зокрема, й приватна установа «Заклад вищої освіти "Міжнародний гуманітарно-педагогічний інститут "Бейт-Хана"».